# Mycetia longifolia
Mycetia longifolia là một loài thực vật có hoa trong họ Thiến thảo. Loài này được (Wall.) Kuntze mô tả khoa học đầu tiên năm 1891.